# الإبريات
الإبريات هي رتبة من ست فصائل من نوع الأسماك ذات الزعانف الشعاعية وهي:
- سمك ال (Adrianichthyidae) (سمك الأرز والميداكاس (ricefish and medakas)) والتي تعيش في المياه العذبة والمالحة.
- سمك ال (Belonidae) (الفصيلة الخرمية).
- سمك ال (Exocoetidae) (السمك الطائر).
- سمك ال (Hemiramphidea) (السمك ذو النصف منقار هالفبيك).
- سمك ال (Scomberesocidea) (سمك الصوري).
- سمك ال (Zenarchopteridae).

وباستثناء فصيلة ال (Adrianichthyidae) (سمك الأرز والميداكاس (ricefish and medakas)) فإن تلك الأسماك متوسطة الحجم وانسيابية الشكل وتعيش بالقرب من سطح المياه وتتغذى على الطحاب أو العوالق المائية (الكائنات الحيوانية أو النباتية الصغيرة المعلقة أو الطافية في الماء) أو الحيوانات الأصغر حجمًا، بما في ذلك الأسماك الصغيرة الأخرى. وتعيش معظمها في مياه البحر المالحة، بالرغم من وجود بعض الأسماك الإبرية (Needlefish) والأسماك ذات النصف منقار (Halfbeak) في المياه قليلة الملح والمياه العذبة.
وقد تنقسم الرتبة أحيانًا إلى رتبتين فرعيتين وهما، (Adrianichthyoidei) و(Belonoidei). وتضم ال (Adrianichthyoidei) فصيلة واحدة فقط، وهي سمك الأرز (Adrianichthyidae). وفي الأصل كان يندرج سمك الأرز (Adrianichthyidae) تحت رتبة أشباه الشبوطيات (Cyprinidontiformes) والتي من المفترض أن تتصل عن قرب بسلالة أسماك الكيلي (Killifish)، ولكن اتضح أن العلاقة تعتبر أقرب للإبريات منها إلى الشبوطيات عن طريق وجود بعض الصفات بما في ذلك غياب عظمة اللامي الداخلية (Interhyal)، والتي تسببت في جعل الفك العلوي ثابتًا أو غير قابل للإبراز. ومن الممكن أيضًا إعادة تقسيم الإبريات إلى فصيلتين أخريين وهما، فصيلة Scomberesocoidea وفصيلة Exocoetoidea. وتضم فصيلة Scomberesocoidea السمك الإبري وسمك الصوري، بينما تضم فصيلة Exocoetoidea كلاً من السمك الطائر والسمك ذي النصف منقار. على الرغم من ذلك فإن الدلائل الجديدة توضح أن الأسماك الطائرة متداخلة مع الأسماك ذات النصف منقار وأن الأسماك الإبرية وأسماك الصوري متداخلة مع الفصيلة الفرعية Zenarchopterinae المتفرعة من الفصيلة Hemiramphidae، التي تم التعرف عليها باعتبارها فعلاً فصيلتها. كما تتداخل أيضًا أسماك الصوري مع فصيلة الأسماك الإبرية.
وتعرض فصيلة الإبريات نسقًا مثيرًا لتركيبات الفك. إن الحالة الأساسية لهذه الرتبة باستثناء سمك الأرز تتمثل في وجود فك سفلي مستطيل في الأسماك الصغيرة والكبيرة على النحو الممثل في الأسماك ذات النصف منقار. في الأسماك الإبرية والأسماك الصوري، يكون كلا الفكين لدى الأسماك الكبيرة مستطيلين، بينما تتطور الأسماك الصغيرة لمعظم الأنواع حيث تمر «بمرحلة النصف منقار» قبل أن يستطيل كلا الفكين. ويتم فقد الفك السفلي المستطيل لدى الأسماك الكبيرة كما يتم فقده في معظم الأسماك الصغيرة التي تنتمي للأسماك الطائرة وبعض أنواع الأسماك النصف منقار.

## الجدول الزمني للأجناس
تعذر تجميع إدخال EasyTimeline:

Timeline generation failed: More than 10 errors found

Line 1: حجم الصورة = العرض:1000px الارتفاع:auto barincrement:15px

- Command  unknown.

Line 2: منطقة الحدث = شمال:10px أسفل:50px أعلى:10px يمين:10px

- Command  unknown.

Line 3: الفترة = منذ:-145.5 حتى:15

- Command  unknown.

Line 4: محور الوقت = التوجه:الأفقي

- Command  unknown.

Line 5: المقياس الرئيسي = وحدة:مقدار الزيادة السنوي:10 البداية:-145.5

- Invalid attribute 'الزيادة' ignored.

```
 Specify attributes as 'name:value' pairs.

```

Line 5: المقياس الرئيسي = وحدة:مقدار الزيادة السنوي:10 البداية:-145.5

- Command  unknown.

Line 6: المقياس الرئيسي = وحدة:مقدار الزيادة السنوي:1 البداية:-145.5

- Invalid attribute 'الزيادة' ignored.

```
 Specify attributes as 'name:value' pairs.

```

Line 6: المقياس الرئيسي = وحدة:مقدار الزيادة السنوي:1 البداية:-145.5

- Command  unknown.

Line 7: محور الوقت = التوجه:الأفقي

- Command  unknown.

Line 8: خطوط المحاذاة = برر

- Command  unknown.

Line 9: الألوان =

- Command  unknown.

## وصلات خارجية
- (بالfr+en) مرجع موسوعة الحياة (EOL) : الإبريات

قالب:Actinopterygii